# Giải vô địch bóng đá trong nhà Đông Nam Á 2017
Giải vô địch bóng đá trong nhà Đông Nam Á 2017 sẽ là lần thứ 14 của giải đấu.
Giải đấu sẽ được giải vô địch bóng đá trong nhà Đông Nam Á thứ hai được tổ chức vào năm 2017, với lần đầu tiên một trong những ban đầu có nghĩa là được tổ chức vào năm 2016 để được tổ chức vào đầu năm 2017.
Giải đấu này được tổ chức làm vòng loại cho giải vô địch bóng đá trong nhà châu Á 2018.

## Bốc thăm
Lễ bốc thăm đã được tổ chức vào ngày 17 tháng 2 năm 2017 trong khi cuộc họp Hội đồng AFF tại khách sạn Novotel Yangon Max ở Yangon, Myanmar. Lễ bốc thăm lại đã được tổ chức vào tháng 9 năm 2017 do sự rút lui của Úc.

## Địa điểm
Tất cả các trận đấu được diễn ra tại Nhà thi đấu Phú Thọ ở Thành phố Hồ Chí Minh.
| Thành phố Hồ Chí Minh |
| --------------------- |
| Nhà thi đấu Phú Thọ   |
| Sức chứa: 3.500       |
|                       |

## Vòng bảng
Tất cả các trận đấu được diễn ra ở Việt Nam. Thời gian được liệt kê là UTC+7.
Trong trường hợp Philippines, Đông Timor hoặc cả hai kết thúc trong số hai đội tuyển đầu bảng của họ, thì các đội tuyển xếp tiếp theo sẽ giành quyền tham dự Giải vô địch bóng đá trong nhà châu Á 2018 thay thế cho họ do cả hai quốc gia đều không đăng ký tham dự giải đấu châu lục.

### Bảng A
| VT | Đội          | ST | T | H | B | BT | BB | HS  | Đ  | Giành quyền tham dự                                   |
| -- | ------------ | -- | - | - | - | -- | -- | --- | -- | ----------------------------------------------------- |
| 1  | Việt Nam (H) | 4  | 4 | 0 | 0 | 49 | 3  | +46 | 12 | Bán kết và Giải vô địch bóng đá trong nhà châu Á 2018 |
| 2  | Myanmar      | 4  | 3 | 0 | 1 | 41 | 5  | +36 | 9  | Bán kết và Giải vô địch bóng đá trong nhà châu Á 2018 |
| 3  | Indonesia    | 4  | 2 | 0 | 2 | 35 | 7  | +28 | 6  |                                                       |
| 4  | Brunei       | 4  | 1 | 0 | 3 | 5  | 40 | −35 | 3  |                                                       |
| 5  | Philippines  | 4  | 0 | 0 | 4 | 0  | 75 | −75 | 0  |                                                       |

1. ↑  Philippines không đăng kí tham dự vòng loại giải vô địch bóng đá trong nhà châu Á.[4]

| Brunei | 0–13           | Myanmar |
| ------ | -------------- | --- |
|        | Chi tiết (AFC) | - Phyo Maung (tiền đạo) 3', 14', 14', 28' - Pyone Aung 7', 7' - Min Tun 10' - Aung Aung 16', 38' - Zin Oo 20' - Ye Kyaw 27', 29' - Kyaw Tun 36' |

| Indonesia | 21–0           | Philippines |
| --- | -------------- | ----------- |
| - Saud 4', 13', 32' - Ardiansyah 6', 31', 33', 33' - Nawawi 9', 18' - Saptaji 10', 37' - Faidasa 20', 21', 30', 38' - Rasyid 21' - Miranda 22' (l.n.) - Mustamu 25', 40' - Sunny 35' - Mushar 40' | Chi tiết (AFC) |             |

| Indonesia | 9–0            | Brunei |
| --- | -------------- | ------ |
| - Ardiansyah 3' - Ariwibowo 9' - Mustamu 12' - Saud 12', 30' - Saptaji 15', 27' - Rahmatullah 36' - Larawo 40' | Chi tiết (AFC) |        |

| Philippines | 0–24           | Việt Nam |
| ----------- | -------------- | --- |
|             | Chi tiết (AFC) | - Vũ Quốc Hưng 2', 3', 27', 37' - Nguyễn Minh Trí 4', 21' - Phùng Trọng Luân 6', 28', 38' - Trần Thái Huy 10', 20', 33', 34' - Phạm Đức Hòa 11', 36', 36' - Cổ Trí Kiệt 12' - Khổng Đình Hùng 16' - Ngô Ngọc Sơn 18', 28' - Lê Quốc Nam 24', 26' - Đinh Văn Toàn 27' - Trần Văn Vũ 40' |

| Myanmar | 25–0           | Philippines |
| --- | -------------- | ----------- |
| - N. Min Soe 1', 16', 34' - Phyo Maung (tiền đạo) 2', 15', 24', 25', 34' - Ye Kyaw 4' - Zaw Lin 7', 18', 19' - H. Min Soe 10', 36' - Myint Soe 10', 37' - Min Tun 12', 37' - Hermosa 16' (l.n.) - Zin Oo 18' - Phyo Maung (hậu vệ) 19', 38' - Ko Ko Lwin 28', 38' - Aung Aung 31' | Chi tiết (AFC) |             |

| Việt Nam                                              | 4–3            | Indonesia                                  |
| ----------------------------------------------------- | -------------- | ------------------------------------------ |
| - Phùng Trọng Luân 7', 32', 36' - Nguyễn Minh Trí 40' | Chi tiết (AFC) | - Nawawi 12', 35' (ph.đ.) - Ardiansyah 34' |

| Myanmar                                            | 3–2            | Indonesia               |
| -------------------------------------------------- | -------------- | ----------------------- |
| - Phyo Maung (tiền đạo) 3', 24' - Kyaw Soe Moe 35' | Chi tiết (AFC) | - Saud 8' - Saptaji 40' |

| Brunei | 0–18           | Việt Nam |
| ------ | -------------- | --- |
|        | Chi tiết (AFC) | - Ngô Ngọc Sơn 1', 10', 23', 30' - Vũ Quốc Hưng 3' - Đinh Văn Toàn 5' - Trần Thái Huy 5', 24', 26', 33' - Phùng Trọng Luân 9', 34', 39' - Lê Quốc Nam 12' - Vũ Xuân Du 23' - Danh Phát 25', 27', 39' |

| Philippines | 0–5            | Brunei                                                  |
| ----------- | -------------- | ------------------------------------------------------- |
|             | Chi tiết (AFC) | - Maidin 7' - Timbang 24' - Hasnan 28', 39' - Raimi 33' |

| Việt Nam                                                      | 3–0            | Myanmar |
| ------------------------------------------------------------- | -------------- | ------- |
| - Phùng Trọng Luân 13' - Lê Quốc Nam 40' - Nguyễn Văn Huy 40' | Chi tiết (AFC) |         |

### Bảng B
| VT | Đội        | ST | T | H | B | BT | BB | HS  | Đ | Giành quyền tham dự                                   |
| -- | ---------- | -- | - | - | - | -- | -- | --- | - | ----------------------------------------------------- |
| 1  | Thái Lan   | 3  | 3 | 0 | 0 | 37 | 5  | +32 | 9 | Bán kết và Giải vô địch bóng đá trong nhà châu Á 2018 |
| 2  | Malaysia   | 3  | 2 | 0 | 1 | 16 | 11 | +5  | 6 | Bán kết và Giải vô địch bóng đá trong nhà châu Á 2018 |
| 3  | Lào        | 3  | 1 | 0 | 2 | 9  | 24 | −15 | 3 |                                                       |
| 4  | Đông Timor | 3  | 0 | 0 | 3 | 8  | 30 | −22 | 0 |                                                       |

1. ↑  Đông Timor không đủ điều kiện cho vòng loại giải vô địch bóng đá trong nhà châu Á.[4]

| Thái Lan | 14–0           | Lào |
| --- | -------------- | --- |
| - Chaivat 1', 3' - Weerasak 4', 23' - Jetsada 4', 35' - Peerapol 5', 37' - Nawin 8' - Warut 12' - Osamanmusa 14', 23', 31' - Madyalan 35' | Chi tiết (AFC) |     |

| Malaysia                                                                 | 7–2            | Đông Timor             |
| ------------------------------------------------------------------------ | -------------- | ---------------------- |
| - Idris 2' - A. Hasan 2', 18' - Nawi 19', 26' - Effendy 32' - Ismail 36' | Chi tiết (AFC) | - Gomes 8' - Nunes 31' |

| Lào                                      | 3–6            | Malaysia                                                |
| ---------------------------------------- | -------------- | ------------------------------------------------------- |
| - Phasawaeng 15', 30' - Chanchaleune 38' | Chi tiết (AFC) | - Effendy 2', 10', 27' - Idris 10' - A. Rahman 12', 39' |

| Đông Timor      | 2–17           | Thái Lan |
| --------------- | -------------- | --- |
| - Gomes 8', 12' | Chi tiết (AFC) | - Peerapol 3', 4', 12' - Vong 5' (l.n.) - Sorasak 6', 16' - Panut 9' - Jetsada 10', 19', 36' - Chaivat 12' - Osamanmusa 14', 15', 29', 30', 39' - Weerasak 22' |

| Thái Lan                                                                     | 6–3            | Malaysia                        |
| ---------------------------------------------------------------------------- | -------------- | ------------------------------- |
| - Osamanmusa 11', 15' - Ronnachai 12' - Madyalan 25' - Nawin 27' - Warut 30' | Chi tiết (AFC) | - Effendy 29', 32' - Ismail 34' |

| Đông Timor                                    | 4–6            | Lào                                                                                             |
| --------------------------------------------- | -------------- | ----------------------------------------------------------------------------------------------- |
| - Gomes 8', 11' - Mu Kui Sen 14' - Duarte 34' | Chi tiết (AFC) | - Waenvongsoth 2' - Phiphakkhavong 11' - Sihabouth 16' - Phasawaeng 21', 40' - Chanchaleune 33' |

## Vòng đấu loại trực tiếp
Trong vòng đấu loại trực tiếp, hiệp phụ và loạt sút phạt đền được sử dụng để quyết định đội thắng nếu cần thiết, bao gồm tranh hạng ba.

### Sơ đồ
|  | Bán kết    | Bán kết         |               |   | Chung kết | Chung kết |
|  |            |                 |               |   |           |           |
|  | 1 tháng 11 |                 |               |   |           |           |
|  |            |                 |               |   |           |           |
|  | Việt Nam   | 1               |               |   |           |           |
|  | Việt Nam   | 1               | 3 tháng 11    |   |           |           |
|  | Malaysia   | 5               |               |   |           |           |
|  | Malaysia   | 5               | Malaysia      | 3 |           |           |
|  | 1 tháng 11 |                 | Malaysia      | 3 |           |           |
|  |            | Thái Lan (h.p.) | 4             |   |           |           |
|  | Thái Lan   | Thái Lan (h.p.) | 4             | 8 |           |           |
|  | Thái Lan   |                 |               | 8 |           |           |
|  | Myanmar    | 3               |               |   |           |           |
|  | Myanmar    | 3               | Tranh hạng ba |   |           |           |
|  |            |                 |               |   |           |           |
|  | 3 tháng 11 |                 |               |   |           |           |
|  |            |                 |               |   |           |           |
|  | Việt Nam   | 2 (3)           |               |   |           |           |
|  | Việt Nam   | 2 (3)           |               |   |           |           |
|  | Myanmar    | 2 (4)           |               |   |           |           |

### Bán kết
| Thái Lan                                                                                          | 8–3            | Myanmar                                                        |
| ------------------------------------------------------------------------------------------------- | -------------- | -------------------------------------------------------------- |
| - Nawin 13' - Osamanmusa 17', 28' - Nattavut 26', 27' - Peerapol 34' - Chaivat 36' - Weerasak 40' | Chi tiết (AFC) | - Phyo Maung (tiền đạo) 21' - Min Soe 27' - Chaivat 40' (l.n.) |

| Việt Nam         | 1–5                       | Malaysia                                             |
| ---------------- | ------------------------- | ---------------------------------------------------- |
| Ngô Ngọc Sơn 36' | Report (AFC) Report (AFF) | Khairul 10', 12' · Idris 15', 35' · Awaluddin N. 14' |

### Tranh hạng ba
| Việt Nam                                                                     | 2–2            | Myanmar                                                                       |
| ---------------------------------------------------------------------------- | -------------- | ----------------------------------------------------------------------------- |
| - Phùng Trọng Luân 10' - Danh Phát 26'                                       | Chi tiết (AFC) | - Soe Moe 33' - Min Soe 36'                                                   |
| Loạt sút luân lưu                                                            |                |                                                                               |
| - Phạm Đức Hòa - Vũ Xuân Du - Nguyễn Minh Trí - Phùng Trọng Luân - Danh Phát | 3–4            | - Phyo Maung (tiền đạo) - Phyo Maung (hậu vệ) - Soe Moe - Ye Kyaw - Aung Aung |

### Chung kết
| Malaysia                       | 3–4 (s.h.p.)   | Thái Lan                                                       |
| ------------------------------ | -------------- | -------------------------------------------------------------- |
| Nawi 1' · Bakri 6' · Hasan 23' | Chi tiết (AFC) | Sosawaeng 13' · Osamanmusa 27' · Chudech 30' · Jungwongsuk 44' |

## Vô địch
| Đội đoạt giải vô địch bóng đá trong nhà Đông Nam Á 2017 |
| ------------------------------------------------------- |
| · Việt Nam · Lần 1                                      |

## Cầu thủ ghi bàn
13 bàn
- Muhammad Osamanmusa

12 bàn
- Pyae Phyo Maung

11 bàn
- Phùng Trọng Luân

8 bàn
- Mohd Khairul Effendy
- Trần Thái Huy

7 bàn
- Ngô Ngọc Sơn

6 bàn
- Ardiansyah
- Syauqi Saud
- Peerapol Satsue

5 bàn
- Bambang Bayu Saptaji
- Nyein Min Soe
- Jetsada Chudech
- Bruno Gomes
- Vũ Quốc Hưng

4 bàn
- Abdul Rohman Nawawi
- Muhammad Subhan Faidasa
- Soulichanh Phasawaeng
- Akmarulnizam Mohd Idris
- Chaivat Jamgrajang
- Nattavut Madyalan
- Weerasak Srichai
- Danh Phát
- Lê Quốc Nam

3 bàn
- Johanis Dominggus Mustamu
- Mohamad Awalluddin Nawi
- Aung Aung
- Hlaing Min Tun
- Khin Zaw Lin
- Naing Ye Kyaw
- Nawin Rattanawongswa
- Nguyễn Minh Trí
- Phạm Đức Hòa

2 bàn
- Faiz Bin Hasnan
- Nidnilanh Chanchaleune
- Abu Haniffa Bin Hasan
- Mohd Azwann Ismail
- Muhammad Azri Rahman
- Aung Zin Oo
- Hein Min Soe
- Ko Ko Lwin
- Kyaw Soe Moe
- Myo Myint Soe
- Pyae Phyo Maung (hậu vệ)
- Sai Pyone Aung
- Sorasak Phoonjungreed
- Warut Wangsama-aeo
- Đinh Văn Toàn

1 bàn
- Maziri Bin Maidin
- Muhammad Naqib Timbang
- Raimi
- Aditya Muhammad Rasyid
- Alexander Benhard Larawo
- Guntur Sulistyo Ariwibowo
- Mochammad Iqbal Rahmatullah
- Randy Satria Mushar
- Sunny Rizki Suhendra
- Chanthaphone Waenvongsoth
- Khampha Phiphakkhavong
- Phonephet Sihabouth
- Kyaw Kyaw Tun
- Panut Kittipanuwong
- Ronnachai Jungwongsuk
- Ilidio Nunes
- Mu Kui Sen
- Remigio Duarte
- Cổ Trí Kiệt
- Khổng Đình Hùng
- Nguyễn Văn Huy
- Trần Văn Vũ
- Vũ Xuân Du

1 bàn phản lưới nhà
- Julian Pio Miranda (trong trận gặp Indonesia)
- Lorenzo Hermosa (trong trận gặp Myanmar)
- Chaivat Jamgrajang (trong trận gặp Myanmar)
- Andre Vong (trong trận gặp Thái Lan)

Nguồn: the-afc.com 